# مقاطعة كانديوهي (مينيسوتا)
مقاطعة كانديوهي (بالإنجليزية: Kandiyohi County)‏ هي إحدى مقاطعات ولاية مينيسوتا في الولايات المتحدة الأمريكية.